# 隆尚宫

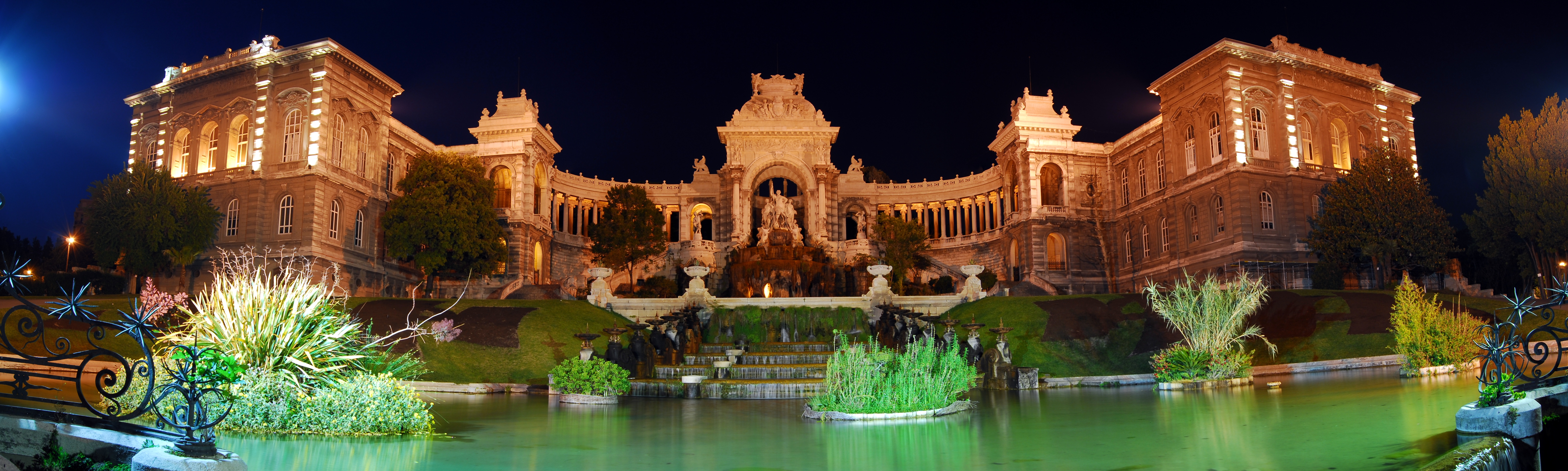
隆尚宫夜景

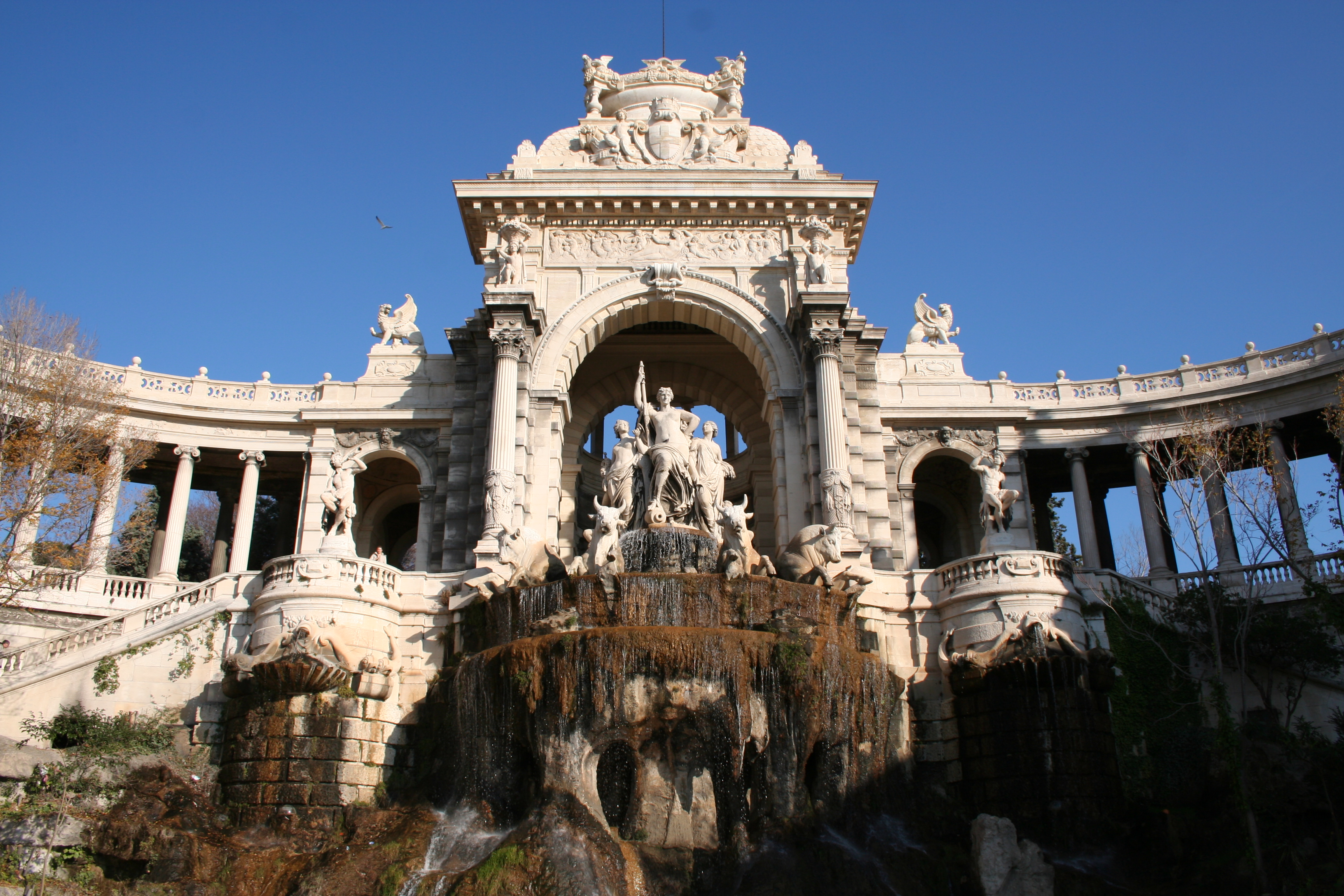

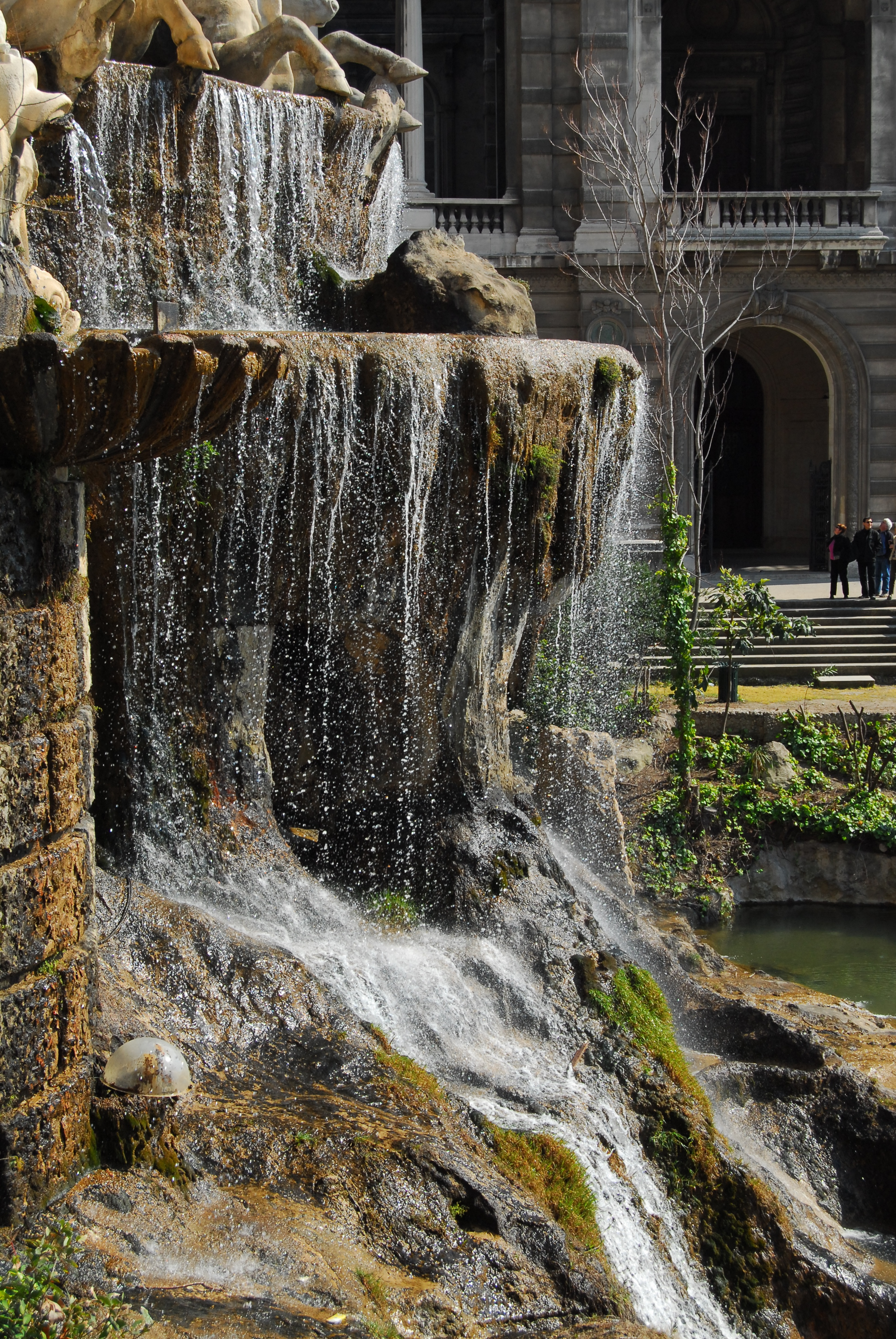

隆尚宫（Palais Longchamp）是马赛的一座宏伟建筑，位于第四区的动物园大道（boulevard du Jardin-Zoologique）。 
隆尚宫包括三个主要部分：
- 中部：纪念在马赛修建运河
- 东翼，美术博物馆
- 西座：自然史博物馆

宫殿前是一个宏伟的喷泉。中央部分表现了四头牛和3名妇女（代表葡萄，小麦和迪朗斯河）。

## 歷史
隆尚宮的建立是為了慶祝馬賽運河的修建，該運河的建造目的是將迪朗斯河的水引入馬賽。 儘管奧爾良公爵於 1839 年 11 月 15 日奠基，但這座建築花了約30年才完工，部分原因是耗資巨大，部分原因是當地法規存在困難。 該建築由建築師 Henri-Jacques Espérandieu 設計，以被稱為 château d'eau（“水塔”）的結構和精緻的噴泉為中心。

## 参考文献

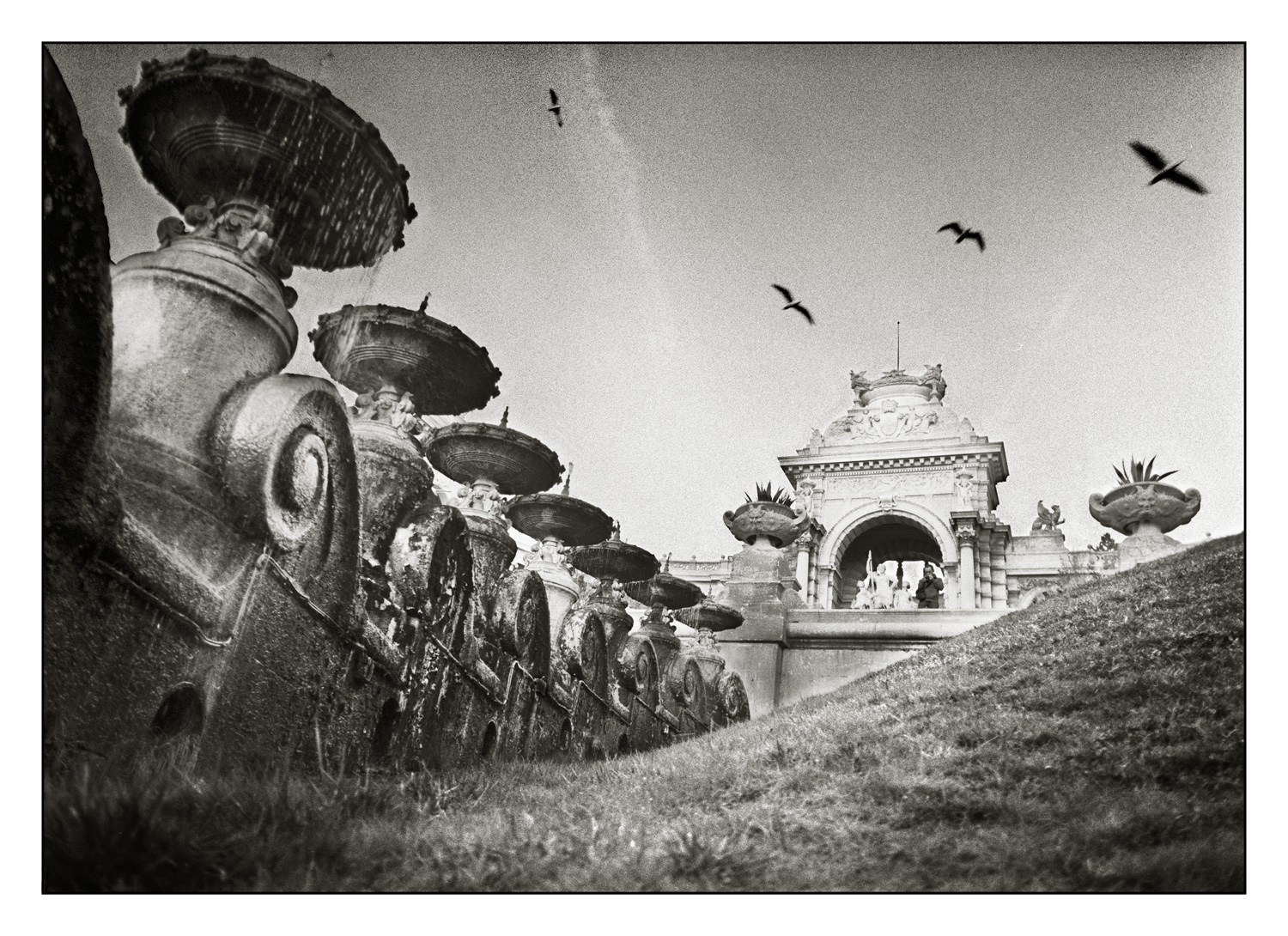